# Di-joodmethaan
Di-joodmethaan (ook bekend onder de naam methyleenjodide) is een organische verbinding met als brutoformule CH2I2. De stof komt voor als een kleurloze vloeistof met een chloroformachtige geur, die zeer slecht oplosbaar is in water. Het kan aan de lucht ontleden, waardoor de vloeistof bruin wordt. Het is een reagens in de Simmons-Smith-reactie, waar het omgezet wordt in een carbeen.
Di-joodmethaan reageert hevig met alkalimetalen en zouten ervan.

## Synthese
Di-joodmethaan kan bereid worden via een reductie van jodoform met natriumarseniet en natriumhydroxide:
{\displaystyle \mathrm {CHI_{3}\ +\ Na_{3}AsO_{3}\ +\ NaOH\longrightarrow \ CH_{2}I_{2}\ +\ NaI\ +\ Na_{3}AsO_{4}} }
Een vergelijkbare reactie wordt in de klinische chemie gebruikt ter bepaling van hormonaal jood, namelijk het gehalte thyroxine.